# اوکینلک
اوکینلک (به انگلیسی: Auchinleck) یک روستا در اسکاتلند است که در ایرشر شرقی واقع شده‌است. اوکینلک ۳٬۵۱۲ نفر جمعیت دارد.